# Salvelinus boganidae
Salvelinus boganidae és una espècie de peix de la família dels salmònids i de l'ordre dels salmoniformes.

## Morfologia
- Els mascles poden assolir 46,5 cm de longitud total.[3][4]

## Hàbitat
Viu en zones d'aigües temperades.

## Distribució geogràfica
Es troba a Sibèria: península de Taimir.